# Episodi di Holby City (diciannovesima stagione)
La diciannovesima stagione della serie televisiva Holby City è stata trasmessa in anteprima nel Regno Unito da BBC One tra l'11 ottobre 2016 e il 19 dicembre 2017.
| nº | Titolo originale                  | Titolo italiano | Prima TV UK       | Prima TV Italia |
| -- | --------------------------------- | --------------- | ----------------- | --------------- |
| 1  | Into the Abyss                    |                 | 11 ottobre 2016   |                 |
| 2  | Rocket Man                        |                 | 18 ottobre 2016   |                 |
| 3  | Black Dog                         |                 | 25 ottobre 2016   |                 |
| 4  | Somebody to Love                  |                 | 1º novembre 2016  |                 |
| 5  | Song of Self (Part 1)             |                 | 8 novembre 2016   |                 |
| 6  | Song of Self (Part 2)             |                 | 15 novembre 2016  |                 |
| 7  | The Kill List                     |                 | 22 novembre 2016  |                 |
| 8  | Parasite                          |                 | 29 novembre 2016  |                 |
| 9  | Glass Houses                      |                 | 6 dicembre 2016   |                 |
| 10 | Hallelujah                        |                 | 13 dicembre 2016  |                 |
| 11 | The Nightmare Before Christmas    |                 | 20 dicembre 2016  |                 |
| 12 | Just Get on with It               |                 | 27 dicembre 2016  |                 |
| 13 | I Do, I Do, I Do                  |                 | 3 gennaio 2017    |                 |
| 14 | Aces High                         |                 | 10 gennaio 2017   |                 |
| 15 | Stick or Twist                    |                 | 18 gennaio 2017   |                 |
| 16 | Daylight                          |                 | 24 gennaio 2017   |                 |
| 17 | Of Lions and Lambs                |                 | 31 gennaio 2017   |                 |
| 18 | Losing Game                       |                 | 7 febbraio 2017   |                 |
| 19 | Four Letter Word                  |                 | 14 febbraio 2017  |                 |
| 20 | What We Pretend to Be             |                 | 21 febbraio 2017  |                 |
| 21 | The Price We Pay                  |                 | 28 febbraio 2017  |                 |
| 22 | Other People's Dreams             |                 | 7 marzo 2017      |                 |
| 23 | The Hangover                      |                 | 14 marzo 2017     |                 |
| 24 | Growing Pains                     |                 | 21 marzo 2017     |                 |
| 25 | Unbreakable                       |                 | 28 marzo 2017     |                 |
| 26 | It's Only Love If It Hurts        |                 | 4 aprile 2017     |                 |
| 27 | Someone to Look After Me          |                 | 11 aprile 2017    |                 |
| 28 | Past Imperfect                    |                 | 18 aprile 2017    |                 |
| 29 | Two Hearts                        |                 | 25 aprile 2017    |                 |
| 30 | Gold Star                         |                 | 2 maggio 2017     |                 |
| 31 | The Heart is a Small Thing        |                 | 9 maggio 2017     |                 |
| 32 | Project Aurous                    |                 | 16 maggio 2017    |                 |
| 33 | Enigma                            |                 | 23 maggio 2017    |                 |
| 34 | Twist of the Knife                |                 | 30 maggio 2017    |                 |
| 35 | The Hard Way Home                 |                 | 6 giugno 2017     |                 |
| 36 | For the Love of Maureen           |                 | 13 giugno 2017    |                 |
| 37 | For You May Be the Next to Die... |                 | 20 giugno 2017    |                 |
| 38 | Paper Wishes                      |                 | 27 giugno 2017    |                 |
| 39 | Keeping the Faith                 |                 | 4 luglio 2017     |                 |
| 40 | Sleep Well                        |                 | 11 luglio 2017    |                 |
| 41 | Going the Distance                |                 | 18 luglio 2017    |                 |
| 42 | Baggage                           |                 | 25 luglio 2017    |                 |
| 43 | The Evolution of Woman            |                 | 1º agosto 2017    |                 |
| 44 | Go Ugly Early                     |                 | 8 agosto 2017     |                 |
| 45 | Calm Before the Storm             |                 | 15 agosto 2017    |                 |
| 46 | Wildest Dreams                    |                 | 22 agosto 2017    |                 |
| 47 | Keep on Running                   |                 | 29 agosto 2017    |                 |
| 48 | How Loud It Is                    |                 | 5 settembre 2017  |                 |
| 49 | The Man Who Sold the World        |                 | 12 settembre 2017 |                 |
| 50 | Veil of Tears (Part 1)            |                 | 19 settembre 2017 |                 |
| 51 | Veil of Tears (Part 2)            |                 | 26 settembre 2017 |                 |
| 52 | Left Behind                       |                 | 3 ottobre 2017    |                 |
| 53 | The Coming Storm                  |                 | 10 ottobre 2017   |                 |
| 54 | Thicker than Water                |                 | 17 ottobre 2017   |                 |
| 55 | Things Left Unsaid                |                 | 24 ottobre 2017   |                 |
| 56 | Know Yourself, Know Your Enemy    |                 | 31 ottobre 2017   |                 |
| 57 | Kingdom Come                      |                 | 7 novembre 2017   |                 |
| 58 | It Has to be Now                  |                 | 14 novembre 2017  |                 |
| 59 | Hungry Heart                      |                 | 21 novembre 2017  |                 |
| 60 | Hiding Places                     |                 | 28 novembre 2017  |                 |
| 61 | Group Animal (Part 1)             |                 | 5 dicembre 2017   |                 |
| 62 | Group Animal (Part 2)             |                 | 7 dicembre 2017   |                 |
| 63 | We Need to Talk About Fredrik     |                 | 12 dicembre 2017  |                 |
| 64 | Always Forever                    |                 | 19 dicembre 2017  |                 |